# 卡利焦河
41°16′N 15°35′E / 41.267°N 15.583°E
卡利焦河是意大利的河流，發源自阿韋利諾省的坎帕尼亞，流經福賈省的亞平寧山脈，最終在聖阿加塔迪普利亞以東注入卡拉佩萊河。